# Římov (Třebíči járás)
Římov település Csehországban, a Třebíči járásban. Římov Štěměchy, Čáslavice, Cidlina és Rokytnice nad Rokytnou településekkel határos. Lakosainak száma 425 fő (2024. január 1.).

## Népesség
A település lakosságának változását az alábbi diagram mutatja:
| Lakosok száma | 518  | 567  | 605  | 498  | 458  | 402  | 414  | 418  | 440  | 425  |
|               | 1869 | 1890 | 1921 | 1950 | 1980 | 2001 | 2017 | 2019 | 2022 | 2024 |